# Primal (empresa)
https://www.primal.co.th es una empresa de marketing digital con sede en Tailandia y Malasia. Primal Thailand fue cofundada por Mark McDowell y Nick Bell en 2015.
Primal presta servicios de marketing digital y ofrece estrategias personalizadas para captar audiencias locales y expandirse a nuevos mercados.
Primal ha establecido colaboraciones con Google Premier, Facebook, TikTok y LINE LAP. Su cartera cuenta con clientes de diversos sectores, como bienes de consumo de rápida rotación (FMCG), venta minorista, comercio electrónico, educación, seguros, inmobiliario, salud y bienestar, entre otros.
Primal ha prestado servicios a más de 500 organizaciones regionales y apareció en la lista de Empresas de Alto Crecimiento de Asia Pacífico del Financial Times para 2022 y 2023.

## Visión general
Primal crea y gestiona perfiles profesionales en varias plataformas de redes sociales, como Facebook, Instagram, LINE, YouTube, LinkedIn y TikTok, entre otras.
Primal ha sido reconocida como agencia de primer nivel (3%) por sus principales socios, Google y Meta. La agencia también ha recibido otros premios, entre ellos The Drum: Biddable Team of the Year, Asia eCommerce: Mejor campaña de comercio electrónico, Search Engine Land: Agencia SEO del año y Mejor equipo interno en los APAC Search Awards 2023.